# سانيو
شركة سانيو للكهرباء المحدودة (بالإنجليزية: SANYO Electric Co., Ltd.)‏ هي شركة إلكترونيات رائدة. ويقع مقرها الرئيس في محافظة أوساكا، اليابان. وفي 21 ديسمبر 2009 قامت شركة باناسونيك بالاستحواذ على 50.2% من أسهم الشركة بصفقة قيمتها 400 مليار ين (4.5 مليار دولار)، جاعلة سانيو شركة تابعة لها، وفي يوليو 2010، أعلنت باناسونيك أنها ستشتري الأسهم المتبقية من سانيو.

## التاريخ

### البدايات
تأسست سانيو عندما قام توشيو إيوي، صهر كونوسوكي ماتسوشيتا وموظف سابق في شركة ماتسوشيتا، بإعارة مصنع ماتسوشيتا غير مستخدم في عام 1947 واستخدمه في صناعة مصابيح مولدة للدراجات. تأسست سانيو في عام 1949؛ في عام 1952، صنعت أول راديو بلاستيكي في اليابان وفي عام 1954 أول غسالة يابانية من النوع النابض. يعني اسم الشركة ثلاثة محيطات باللغة اليابانية، في إشارة إلى طموح المؤسس لبيع منتجاته في جميع أنحاء العالم، عبر المحيط الأطلسي والمحيط الهادئ والمحيط الهندي.

### سانيو في أمريكا
في عام 1969، أصبح هوارد لاد نائب الرئيس التنفيذيّ ومدير العمليَّات لشركة سانيو كوربوريشن. قدَّم لاد ماركة سانيو إلى الولايات المتَّحدة في عام 1970. وقد تحقق الطموح لبيع مُنتجات سانيو في جميع أنحاء العالم في أواخر السبعينيَّات بعد أن قدمت سانيو معدات صوتيَّة منزلية وستيريو سيارات وإلكترونيَّات استهلاكيَّة أخرى إلى سوق أمريكا الشماليَّة. شرعت الشركة في حملة إعلانيَّة مُكثفة عبر التلفزيون.
تفاوض لاد على شراء شركة سانيو لمصنع أجهزة الصوت فيشر للإلكترونيَّات في مايو 1977. تحت قيادة لاد، نمت شركة فيشر تحت قيادة سانيو لتصبح رائدة بملايين الدولارات في صناعة الإلكترونيات الاستهلاكيَّة. نقلت شركة فيشر كوربوريشن الجديدة والمربحة مقرها الرئيسيّ من نيويورك إلى لادز لوس انجليس. تم تعيين لاد رئيسًا ومديرًا تنفيذيًا لشركة سانيو/ فيشر المدمجة في عام 1977، وظل يعمل حتى عام 1987.
لعب لاد دورًا أساسيًا في شركة سانيو في الترويج لمعدات الصوت كوادروفونيك [الإنجليزية] للسوق الأمريكيَّة، حيث أنتج معدات صوتية رباعيَّة القنوات بتنسيقات إس كيو وماتريكس. قال «نصنع جميع أنواع المعدات الرباعيَّة الصوت لأن هذا هو العمل الذي نعمل فيه... دع المُستهلك يشتري نوع البرامج التي يفضلها وسنوفر له الأجهزة لتشغيلها».
حقق سانيو نموًا هائلاً خلال فترة لاد في السبعينيَّات. نمت المُبيعات السنويَّة من 71.4 مليون دُولار (ما يعادل 436,409,069 دُولارًا أمريكيًا في عام 2019) في عام 1972 إلى 855 مليون دُولار أمريكيّ (ما يعادل 3,351,512,755 دُولارًا أمريكيًا في عام 2019) في عام 1978.
تباطأ النمو في قطاع الفيديو بسبب قرار سانيو المشؤوم باعتماد تنسيق بيتاماكس في سي آر من سوني بدلاً من في إتش إس من ماتسوشيتا. على الرغم من نجاحه في البداية، إلا أن جهاز بيتاماكس أصبح في النهاية قديمًا. تجنب سانيو المزيد من الضرر عن طريق التبديل لاحقًا إلى تنسيق في إتش إس.
في عام 1976 وسعت شركة سانيو وجودها في أمريكا الشماليَّة بشراء شركة وارويك للإلكترونيَّات التجاريَّة التابعة لشركة هويرلبول، والتي صنعت أجهزة التلفاز لشركة سيرز.
في عام 1986، اندمجت شركة سانيو الأمريكيَّة التابعة مع فيشر لتصبح شركة سانيو فيشر (الولايات المتَّحدة الأمريكيَّة) (أعيدت تسميتها لاحقًا باسم شركة سانيو فيشر). جعلت عمليات الدمج المنظمة بأكملها أكثر كفاءة، ولكنها أدت أيضًا إلى رحيل بعض المديرين التنفيذيّين الرئيسيّين، بما في ذلك لاد، الذي قدم اسم سانيو لأول مرة إلى الولايات المتَّحدة في أوائل السبعينيَّات.
في عام 1982، بدأت سانيو في بيع سلسلة إم بي سي-1000 من أجهزة الكمبيوتر سي بي/ إم. في عام 1983  قدمت آي بي إم المتوافق-550 بي سي، وهو أقل كمبيوتر شخصي متوافق مع آي بي إم بي سي متوفر في ذلك الوقت،  ولكن افتقارها للتوافق الكامل دفع سانيو إلى الخروج من السوق ولم يتم إصدار أي نماذج متابعة.

### ثقافة الشركات في التسعينيَّات
وصف مقال عن «سانيو ستايل» كتب في عام 1992 أن سانيو تستخدم عملية اجتماعية مكثفة للموظفين الجدد، بحيث يتأقلمون مع ثقافة شركة سانيو. يأخذ الموظفون الجدد دورة مدتها خمسة أشهر يأكلون خلالها معًا وينامون معًا في السكن. إنهم يتعلمون كل شيء من متطلبات الوظيفة الأساسيَّة إلى توقعات الشركة من ناحية التزين الشخصيّ والطريقة المناسبة لارتداء ملابس زملائهم في العمل ورؤسائهم.
من الناحية التكنولوجية، تتمتع سانيو بعلاقات جيدة مع شركة سوني، حيث تدعم تنسيق فيديو بيتاماكس من الاختراع حتى منتصف الثمانينيَّات (كان مسجل الفيديو الأكثر مبيعًا في المملكة المتَّحدة في عام 1983 هو سانيو في إتش سي 5000)، أثناء إنتاج تنسيق فيديو في إتش إس في نفس الوقت لـ علامة فيشر للإلكترونيات التجاريَّة خلال أوائل الثمانينيَّات، وبعد ذلك أصبحت من أوائل المتبنين لتنسيق كاميرا الفيديو فيديو8 صيغة فيديو 8 ملم (8mm) الناجحة للغاية. في الآونة الأخيرة، على الرغم من ذلك، قرر سانيو عدم دعم تنسيق سانيو، قرص بلو-رآي، وبدلاً من ذلك أعطى دعمه لـ توشيبا أسطوانات الفيديو الرقميَّة فائقة الدقة. كان هذا في النهاية غير ناجح، مع انتصار بلو-رآي من سوني.
في أمريكا الشماليَّة، صنعت سانيو هواتف خلوية (سي دي إم أيه) وصول متعدد بتقسيم الترميز حصريًا للعلامة التجاريَّة سبرينتز [الإنجليزية] سبرينت لأجهزة الكمبيوتر في الولايات المتَّحدة، ولشركة بيل موبيلتي في كندا.

### استحواذ
تسبب زلزال تشيتسو [الإنجليزية] عام 2004 في إلحاق أضرار جسيمة بمصنع سانيو لأشباه الموصلات، ونتيجة لذلك سجلت سانيو خسارة ماليَّة ضخمة لذلك العام. وشهدت النتائج الماليَّة للسنة المالية 2005 خسارة صافي الدخل 205 مليار ين. في نفس العام، أعلنت الشركة عن خطة إعادة هيكلة تسمى مشروع تطور سانيو، حيث أطلقت رؤية مؤسسيَّة جديدة لتحويل الشركة إلى شركة بيئيَّة، وضخ استثمارات في مُنتجات قوية مثل البطارية القابلة للشحن، والألواح الضوئية، وتكييف الهواء، وبطاريات المركبات الهجينة، والمستهلكين الرئيسيّين.للأجهزة الإلكترونيَّة مثل كاميرا زاكتي [الإنجليزية] وأجهزة العرض والهواتف المحمولة.
سجلت «سانيو» بوادر انتعاش بعد الإعلان عن دخل تشغيل إيجابي بقيمة 2.6 مليار ين. تظل سانيو المنتج الأول عالميًا للبطاريات القابلة لإعادة الشحن. تشمل ابتكارات المنتجات الحديثة في هذا المجال بطارية نيمه (NiMH) منخفضة التفريغ إينيلوب [الإنجليزية]، وهي بطارية نيمه «هجينة» قابلة لإعادة الشحن (بطارية هيدريد نيكل معدن) والتي، على عكس خلايا نيمه النموذجيَّة، يمكن استخدامها من العبوة دون دورة إعادة شحن أولية وتحتفظ بشحن أطول بكثير من البطاريات باستخدام تصميم قياسيّ لبطارية نيمه. يتنافس خط إينيلوب مع منتجات مماثلة مثل خط رايوفاك [الإنجليزية] «هايبرد ريجارجابل».
في 24 نوفمبر 2006، أعلنت سانيو عن خسائر فادحة وخفض في الوظائف. استقالت تومويو نوناكا، مذيعة سابقة في هيئة الإذاعة اليابانيَّة تمَّ تعيينها رئيسة للشركة، في مارس 2007. كما استقال الرئيس توشيماسا إيوي في أبريل من ذلك العام؛ تم تعيين سيتشيرو سانو لرئاسة الشركة اعتبارًا من أبريل 2007. في أكتوبر 2007، ألغت شركة سانيو بيعًا بقيمة 110 مليار ين لأعمالها في مجال أشباه الموصلات، وألقت باللوم على أزمة الائتمان العالميَّة في القرار، وذكرت أنه بعد استكشاف خياراتها الأخرى، قررت الاحتفاظ الأعمال وتطويرها كجزء من محفظتها.
في عام 2008، استحوذت شركة كيوسيرا على قسم الهاتف المحمول في سانيو.
في 2 نوفمبر 2008، أعلنت سانيو وباناسونيك أنهما اتفقتا على النقاط الرئيسيَّة لعمليَّة الاستحواذ المقترحة التي من شأنها أن تجعل سانيو شركة تابعة لباناسونيك. أصبحت شركة تابعة لباناسونيك في 21 ديسمبر 2009.
في عام 2010، باعت سانيو عمليات أشباه الموصلات لشركة أون سيمي كوندكتور [الإنجليزية]. في 29 يوليو 2010، توصلت باناسونيك إلى اتفاق للاستحواذ على الأسهم المتبقية من أسهم باناسونيك إليكتريك ووركس وسانيو مقابل 9.4 مليار دولار.
بحلول مارس 2012، تخطط الشركة الأم باناسونيك لإنهاء علامة سانيو التجاريَّة، لكنها ستبقى على بعض المُنتجات حيث لا تزال علامة سانيو تحمل قيمة للمُستهلكين.
في أغسطس 2013، اشترت شركة هيرلبول الأمريكيَّة مُتعددة الجنسيَّات حصة أغلبية بنسبة 51٪ في شركة هفي رويال ستار سانيو الصينيَّة، وهي مشروع مشترك عام 2000 بين شركة سانيو اليابانيَّة وشركة الاستثمار الحكوميَّة الصينيَّة هفي، مقابل 552 مليون دُولار.

### إنجازات تحطيم الرقم القياسي
تشتهر سانيو أحيانًا بقطاع التحكم الحراري للإلكترونيَّات المثير للإعجاب، سان ايس، الذي يصنع مراوح تيار مستمر هائلة بسرعة قصوى، مع تدفق هواء هائل، وضغط سكوني وقوة. اعتبارًا من أكتوبر 2020، يحمل سان ايس الرقم القياسي العالمي لأقصى سرعة وأعلى ضغط ثابت بمختلف الأبعاد والنماذج. ومن أبرز هذه المراوح 40 ملم (1.6 بوصة)، 40 ملم (1.6 بوصة) الدوران المعاكس ومراوح الهيكل 80 ملم (3.1 بوصة). تم اختراع 40 مم في مايو 2020 وهي مروحة بقدرة 12 فولت 31.2 واط تدور حتى 38000 دورة في الدقيقة وتعطي ضغطًا ثابتًا يبلغ 2.3 كيلو باسكال (0.33 رطل لكل بوصة مربعة)؛ تم اختراع المروحة الدوارة 40 مم في أغسطس 2020، وهي مروحة دوارة بقدرة 12 فولت و 37.2 واط تدور عند 36200 (مدخل) و 32000 (مخرج) دورة في الدقيقة في اتجاهين متعاكسين على التوالي، مما يخلق ضغطًا ثابتًا يبلغ 2.4 كيلو باسكال (0.35 رطل لكل بوصة مربعة)؛ المروحة 80 مم هي مروحة بجهد 12 فولت 57.6 واط تدور 18300 دورة في الدقيقة وتخلق ضغطًا ثابتًا يبلغ 1.6 كيلو باسكال (0.23 رطل لكل بوصة مربعة).

## الطاقة

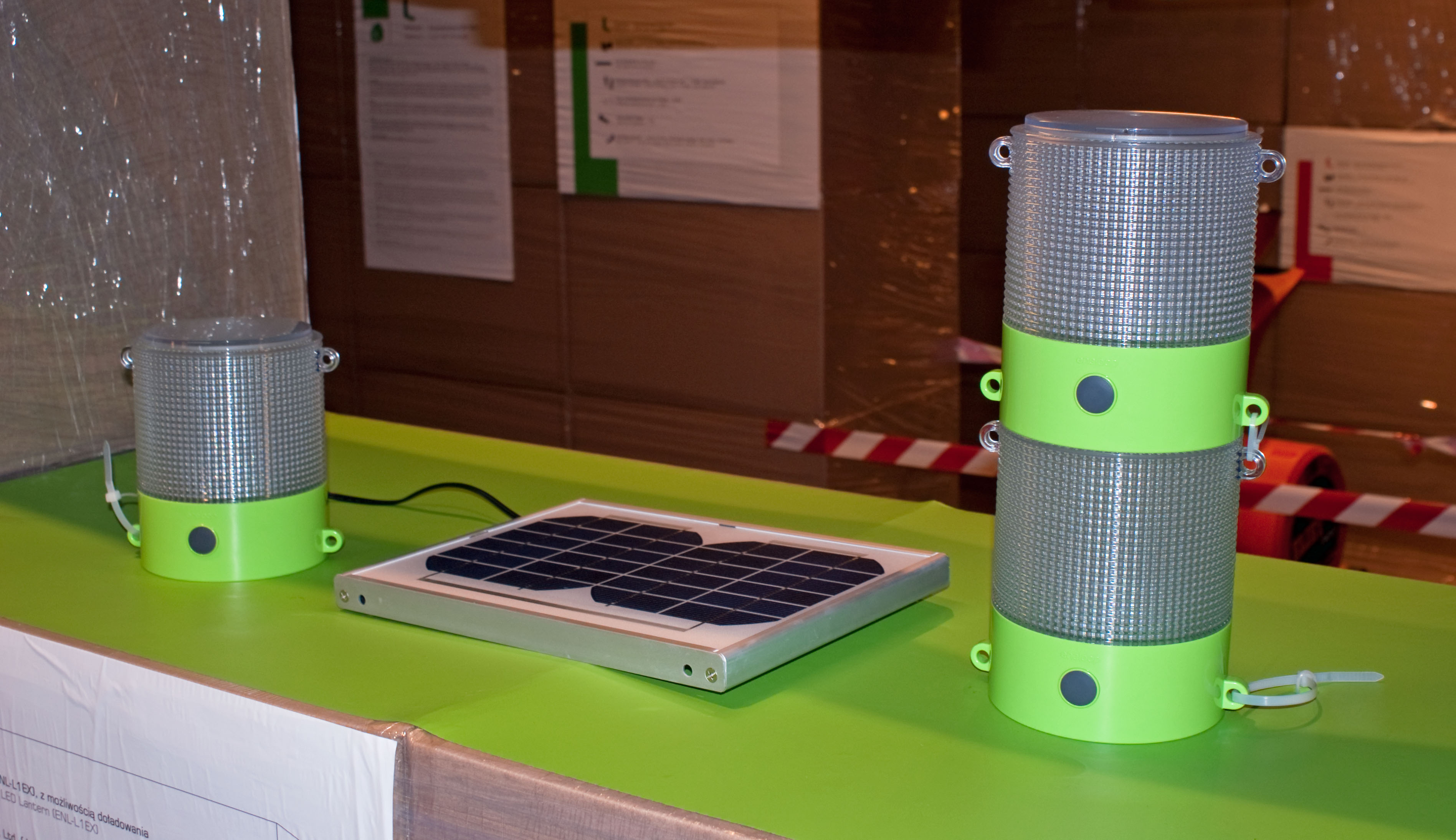
مصباح LED القابل لإعادة الشحن من Eneloop: تصميم صناعي يعكس التزام سانيو بحلول الطاقة المستدامة

### الخلايا الشمسيَّة والمصانع
تتكون الخلية الشمسيَّة سانيو HIT (الوصلة غير المتجانسة مع شبه موصل ذاتي ورقاقة خلية شمسية) من رقاقة سيليكون بلورية أحادية رقيقة محاطة بطبقات رقيقة جدًا من السيليكون غير المتبلور.
افتتحت سانيو للطاقة مصانع تجميع الوحدات الشمسيَّة في المجر والمكسيك في عام 2004، وفي عام 2006 أنتجت وحدات شمسيَّة بقيمة 213 مليون دولار. في عام 2007، أكملت سانيو وحدة جديدة في مصنعها للوحدات الشمسيَّة في المجر والتي كان من المفترض أن تضاعف طاقتها السنوية ثلاث مرات لتصل إلى 720 ألف وحدة في عام 2008.
استندت قروض توسيع الإنتاج إلى الطلب المتزايد على منتجات «سانيو المجر»، التي تتمثل أسواقها الرئيسيَّة في ألمانيا وإيطاليا وإسبانيا والدول الإسكندنافيَّة. أصبح المصنع في دوروج، خارج بودابست، أكبر منشأة لإنتاج وحدات الطاقة الشمسيَّة في سانيو في ألمانيا وإيطاليا وإسبانيا والدول الإسكندنافيَّة. سيكون المصنع في دوروج، خارج بودابست، أكبر منشأة سانيو إلكتريك لإنتاج وحدات الطاقة الشمسيَّة في العالم بأسره.
في أواخر سبتمبر 2008، أعلنت شركة سانيو عن قرارها بناء مصنع لتصنيع السبائك والرقائق الشمسيَّة (اللبنات الأساسيَّة لخلايا السيليكون الشمسيَّة) في إناغي، اليابان. بدأ المصنع العمل في أكتوبر 2009 وكان من المقرر أن يصل إلى طاقته الإنتاجيَّة الكاملة البالغة 70 ميغاواط من الرقاقات الشمسيَّة سنويًا بحلول أبريل 2010. قررت سانيو ونيبون أويل إطلاق شركة مشتركة، تُعرف باسم سانيو سانيو إينيوس شركة للطاقة الشمسيَّة المحدودة، لإنتاج وبيع الألواح الشمسيَّة ذات الأغشية الرقيقة. بدأت الشركة المشتركة الجديدة في الإنتاج والمبيعات بمقياس أولي 80 ميغاواط، مع زيادة طاقتها الإنتاجيَّة تدريجياً. بالنسبة لهذا المشروع المشترك، اعتمدت سانيو على تقنيات الخلايا الشمسيَّة الخاصة بها، بناءً على التكنولوجيا المكتسبة من خلال تطوير الخلية الشمسية HIT.
سانيو مسؤول أيضًا عن بناء سولار آرك (Solar Ark). في أواخر سبتمبر 2008، أعلنت شركة سانيو شركة الكهرباء، المحدودة عن قرارها بناء مصنع للسبائك والرقائق الشمسية (اللبنات الأساسية لخلايا السيليكون الشمسيَّة) في إناغي، طوكيو. سيبدأ المصنع العمل في أكتوبر 2009 وسيصل إلى طاقته الإنتاجية الكاملة البالغة 70 ميغاواط من الرقائق الشمسيَّة سنويًا بحلول أبريل 2010. قررت سانيو ونيبون أويل إطلاق شركة مشتركة لإنتاج وبيع الأغشية الرقيقة ستبدأ الشركة المشتركة الجديدة في الإنتاج والمُبيعات بمقياس أولي 80 ميغاواط وستزيد تدريجياً من قدرتها الإنتاجيَّة. بالنسبة لهذا المشروع المشترك، ستعتمد سانيو على تقنيات الخلايا الشمسيَّة الخاصة بها، بناءً على التكنولوجيا المكتسبة من خلال تطوير خلية HIT الشمسيَّة.
سانيو إلكتريك مسؤولة أيضًا عن بناء سفينة الطاقة الشمسيَّة.

### البطاريات القابلة للشحن
كانت سانيو رائدة في إنتاج بطارية نيكل-كادميوم في عام 1964، وبطاريات نيكل-هيدريد فلز (NiMh) في عام 1990، وبطاريات أيون الليثيوم في عام 1994، وبطاريات ليثيوم بوليمر في عام 1999. في عام 2000، استحوذت على أعمال توشيبا بطارية نيكل-هيدريد فلز، بما في ذلك مصنع تاكاساكي. منذ استحواذ باناسونيك على شركة سانيو، تم نقل ملكية مصنع تاكاساكي إلى شركة إف دي كيه. [مطلوب مصدر أفضل]

### بطاريات السيارات الكهربائية
تزود سانيو بطاريات نيكل-هيدريد فلز لهوندا، وفورد، وفولكس فاجن ومجموعة بي أس إيه بيجو سيتروين. تقوم سانيو بتطوير بطاريات نيكل-هيدريد فلز للمركبات الكهربائية الهجينة مع مجموعة فولكس فاجن، في حين أن بطاريات الليثيوم أيون الخاصة بها للمركبات الكهربائية عالية الجهد ستوضع أيضًا في أسطول سيارات سوزوكي.
خططت سانيو لزيادة الإنتاج الشهريّ لبطاريات نيكل-هيدريد فلز للمركبات الهجينة من مليون وحدة إلى 2.5 مليون بحلول نهاية السنة الماليَّة 2005.

## سانيو الهند

### التلفزيونات
أعادت باناسونيك تقديم علامة سانيو التجاريَّة في الهند، مع إطلاق مجموعة تلفزيونات سانيو إل إي دي في 8 أغسطس 2016. في 11 يوليو 2017، أطلقت سانيو مجموعتها من أجهزة التلفاز الذكي في أمازون برايم داي Amazon Prime Day. في أغسطس 2017، كشفت سانيو النقاب عن مجموعتها NXT من تلفزيونات إل إي دي حصريًا على فليبكارت. في ديسمبر 2017، قدمت سانيو أول مجموعة تلفزيونات ذكيَّة بدقة 4K في الهند.
في سبتمبر 2019، قدمت سانيو مجموعة من أجهزة أندرويد تي في المعروفة باسم سلسلة سانيو كايزن.

### مكيفات الهواء
عملت سانيو مع كفاءة الطاقة للخدمات المحدودة Energy Efficiency Services Limited لتطوير مكيف هواء عاكس 1.5 طن بمعدل كفاءة الطاقة الموسميَّة الهنديَّة (ISEER) 5.2. بدأ توزيع هذه المكيفات في سبتمبر 2017.
في 4 أبريل 2019، أطلقت سانيو مجموعة جديدة للتيار المتردد حصريًا على أمازون.

### سانيو تي في الولايات المتَّحدة الأمريكيَّة
على الرغم من تأسيسها في اليابان، فقد باعت سانيو أجهزة تلفزيون في أمريكا لأكثر من 50 عامًا. كان المقر الرئيسي لشركة سانيو تي في الولايات المتَّحدة في سان دييغو، كاليفورنيا مع مرافق تقع في تيخوانا، المكسيك. نظرًا لسعرها المرتفع نسبيًا مقارنة بالمنافسين، تتنافس سانيو على الجودة والقيمة.
توفر العديد من أجهزة تلفزيون سانيو توافق الرابط عالي الدقة للجوال MHL مع العلامة التجاريَّة الجاهزة لـ روكو Roku عبر إتش دي إم آي، مما يعني أن أجهزة التلفزيون متوافقة مع عصا البث روكو Roku الخاصة بـ MHL. يتم تضمينها أحيانًا مع الشراء، مثل سانيو FVF5044، تتيح هذه العصا بث الفيديو ووظائف أخرى عبر الإنترنت كبديل ميسور التكلفة لبعض أجهزة التلفزيون الذكية؛ جهاز التحكم عن بعد الأصلي للتلفزيون قادر على تصفح الخدمة. تحتوي الطرز المتعددة أيضًا على منافذ يو إس بي التي تسمح بالمشاركة الفورية للصور مباشرة دون الحاجة إلى أي برامج / ترقيات إضافية.
في أكتوبر 2014، أعلنت باناسونيك عن نيتها نقل وحدة سانيو تي في إلى فوناي Funai في السوق الأمريكيَّة مقابل مدفوعات الإتاوة السنويَّة. فوناي هو أحد موردي وول مارت الرئيسيّين الذي يزود سلسلة البيع بالتجزئة بأجهزة فيليبس وايمرسون تي في Emerson TV. علقت تقارير المستهلك في عام 2018 أن أجهزة تلفزيون سانيو «يبدو أنها تظهر في الغالب في متاجر وول مارت، تقريبًا كعلامة تجاريَّة خاصة لمتاجر التجزئة.»

## ثقافة الشركة
حسب دراسات بعض الأفراد ومن بعض التجارب العمليَّة فإن ثقافة الشركة مبنية على أن دورة عمل أجهزتها يتعدى 15 سنة وهذه تُعتبر من أطول مدد عمل الاجهزة الكهربائية مقارنة ببقية الشركات وهذه تعتبر بطاقة قوية لدى الشركة.

## الرعاية
سانيو هي الراعي الرئيس لأحد أشهر اندية دوري الرغبي الإستراليه. وفي كرة القدم، كان راعيا رسميا لنادي أتلتيكو ريفر بليت بين عامي 1992-1995 وكذلك لنادي قرطبة بين عامي 1995-1999.

## وصلات خارجية
- الموقع الرسمي